# Gometxa
Gometxa/Gomecha és un poble i concejo pertanyent al municipi de Vitòria. Tenia 53 habitants en (2007). Forma part de la Zona Rural Sud-oest de Vitòria. Es troba a 560 msnm, al sud-est de Vitòria i al peu de les Muntanyes de Vitòria. Fou un dels llogarets agregats a Vitòria el 1332.

## Demografia
| 2000 | 2001 | 2002 | 2003 | 2004 | 2005 | 2006 | 2007 |
| ---- | ---- | ---- | ---- | ---- | ---- | ---- | ---- |
| 55   | 54   | 48   | 47   | 52   | 50   | 52   | 53   |